# Skirmuntawa
Skirmuntawa, Skirmuntów (biał. Скірмунтава, ros. Скирмунтово, Skirmuntowo) – agromiasteczko na Białorusi, w obwodzie mińskim, w rejonie dzierżyńskim, w sielsowiecie Putczyna. Miejscowość położona 5 km na północny wschód od szosy, 18 km na północ od Dzierżyńska. Obok znajduje się najwyższy punkt Białorusi – Góra Dzierżyńska, zwana także Świętą.

## Etymologia nazwy
Istnieje kilka wersji pochodzenia nazwy miejscowości. Według jednej z nich Skirmuntawa otrzymało swoją nazwę od imienia bohatera Skirmunia, zwycięzcy bitwy z Tatarami. Druga bazuje na wzmiance w Kronice Bychowca o nowogródzkim księciu Skirmuncie, który pokonał zawołskiego cara Bałakłaja. Bitwa miała się rozegrać nieopodal Kojdanowa, a imię księcia przetrwało w nazwie miejscowości. Trzecia wersja opiera się na wyjaśnieniu słowa skirmunty (скірмунты) – „żyć osobno”. Według podania miejscowość rozwinęła się z gospodarstwa jednego z pięciu braci, którzy podzielili się spadkiem po śmierci rodziców.

## Historia
Pierwsza pisemna wzmianka o miejscowości pochodzi z 1802 roku.
W 1902 roku w majątku Skirumntowo przyszedł na świat polski oficer, ofiara zbrodni katyńskiej podporucznik Gustaw Szpilewski syn Roberta i Łucji z Sabiłłów.
Podczas II wojny ojczyźnianej, w czerwcu 1943 roku, wieś (38 chat) została spalona wraz ze stu czterdziestoma czterema mieszkańcami przez miejscowe oddziały karne. Na pamiątkę tego wydarzenia w 1956 roku w Skirmuntawie postawiono obelisk, a w 1984 roku nad miejscem pochówku ofiar faszyzmu wzniesiono kompleks memorialny.